# Paraskevi (Achaia)
Paraskevi  este un oraș în Grecia în prefectura Ahaia.